# Johnsonville (Carolina del Sud)
Johnsonville és una població dels Estats Units a l'estat de Carolina del Sud. Segons el cens del 2000 tenia 1.418 habitants.

## Demografia
Segons el cens del 2000, Johnsonville tenia 1.418 habitants, 532 habitatges i 413 famílies. La densitat de població era de 346,5 habitants/km².
Dels 532 habitatges en un 35,7% hi vivien nens de menys de 18 anys, en un 52,8% hi vivien parelles casades, en un 18,6% dones solteres, i en un 22,2% no eren unitats familiars. En el 19,9% dels habitatges hi vivien persones soles el 9,2% de les quals corresponia a persones de 65 anys o més que vivien soles. El nombre mitjà de persones vivint en cada habitatge era de 2,65 i el nombre mitjà de persones que vivien en cada família era de 3,03.
Per edats la població es repartia de la següent manera: un 26,4% tenia menys de 18 anys, un 8,9% entre 18 i 24, un 26,5% entre 25 i 44, un 25,8% de 45 a 60 i un 12,3% 65 anys o més.
L'edat mediana era de 37 anys. Per cada 100 dones de 18 o més anys hi havia 82,7 homes.
La renda mediana per habitatge era de 34.274$ i la renda mediana per família de 38.690$. Els homes tenien una renda mediana de 30.109$ mentre que les dones 19.500$. La renda per capita de la població era de 15.539$. Entorn del 13,3% de les famílies i el 16,6% de la població estaven per davall del llindar de pobresa.

## Poblacions més properes
El següent diagrama mostra les poblacions més properes.